# Landsberg am Lech
Landsberg am Lech es una pequeña ciudad de Baviera, al sur de Alemania situada en la Ruta romántica (Romantische Straße) a orillas del río Lech, con una población de 26 000 habitantes según datos de 2003. La comunidad se dedica a la producción de papel y productos textiles.
Es célebre por albergar la celda en la fortaleza penitenciaria en la cual Adolf Hitler, estando preso por un intento de golpe de Estado, el «Putsch de Múnich», escribió Mi lucha (en alemán: Mein Kampf) en 1924. Hitler no sería el único nazi en visitar la prisión de Landsberg am Lech; los acusados de los Juicios de Núremberg permanecerían en ella durante 1945 y 1946. Ulrich Greifelt falleció en esta prisión luego de haber sido condenado a cadena perpetua.

## Hijos ilustres
- Herrada de Landsberg, abadesa de Hohenburg
- Erwin Neher, premio Nobel
- Julian Nagelsmann, entrenador y exfutbolista